# أكاديميات العلوم والفن السويسرية
أكاديميات العلوم والفن السويسرية هي منظمة سويسرية تضم العديد من الأكاديميات المهتمة بربط العلم بالمجتمع، وتضم أربع أكاديميات هي: أكاديمية العلوم السويسرية، وأكاديمية العلوم الإنسانية وعلوم المجتمع السويسرية، وأكاديمية العلوم الطبية السويسرية، وأكاديمية العلوم الهندسية السويسرية، كما أن هذه المنظمة تمثل الأكاديميات الأربعة أمام الأكاديميات الأوروبية (All European Academies)، وأمام المجلس الاستشاري العلمي للأكاديميات الأوروبية (European Academies Science Advisory Council)، وأمام الشراكة بين الأكاديميات (InterAcademy Partnership).‏